# 온비드
온비드(OnBid)는 기획재정부 장관 및 행정안전부 장관이 지정 · 고시한 정보처리장치로서, 이용기관회원에게 재산 및 물품의 관리․처분을 위한 입찰업무를 인터넷상에서 처리할 수 있도록 서비스를 제공하고, 개인회원 등 이용자에게는 입찰관련 정보 및 전자입찰참가 서비스를 제공하는 한국자산관리공사가 관리, 운영하는 전자자산처분시스템을 말한다.